# Quincy-sous-Sénart
Quincy-sous-Sénart è un comune francese di 7 972 abitanti situato nel dipartimento dell'Essonne nella regione dell'Île-de-France.
Comune gemellato con il comune di Montemarciano, Provincia di Ancona.

## Società

### Evoluzione demografica
Abitanti censiti